# Більбао (аеропорт)

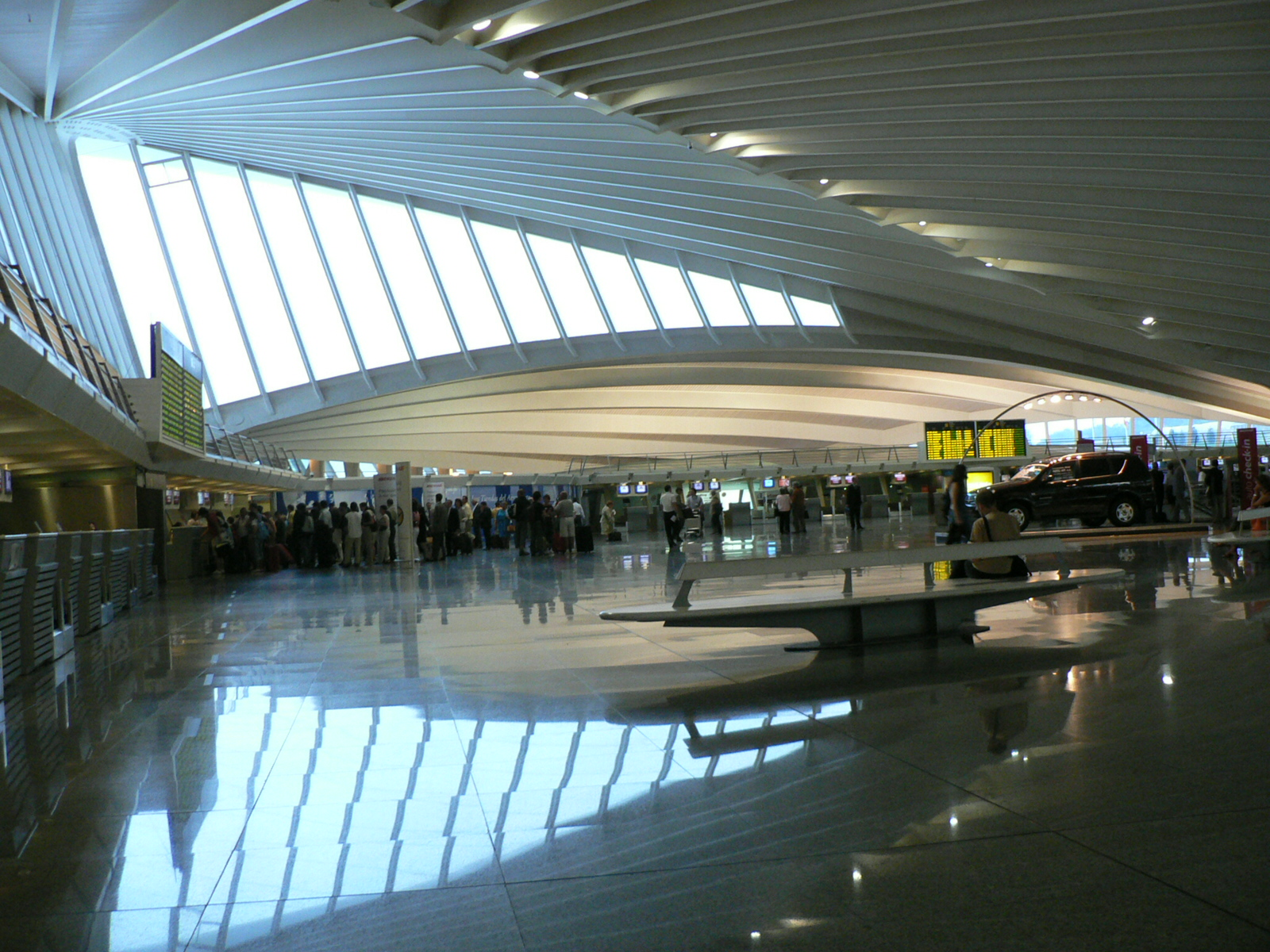
Інтер'єр терміналу

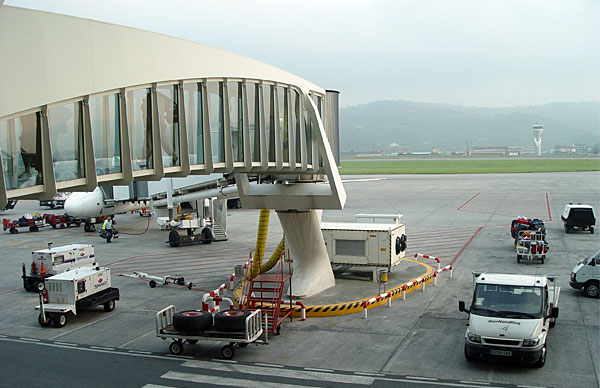
Телетрап в аеропорту Більбао

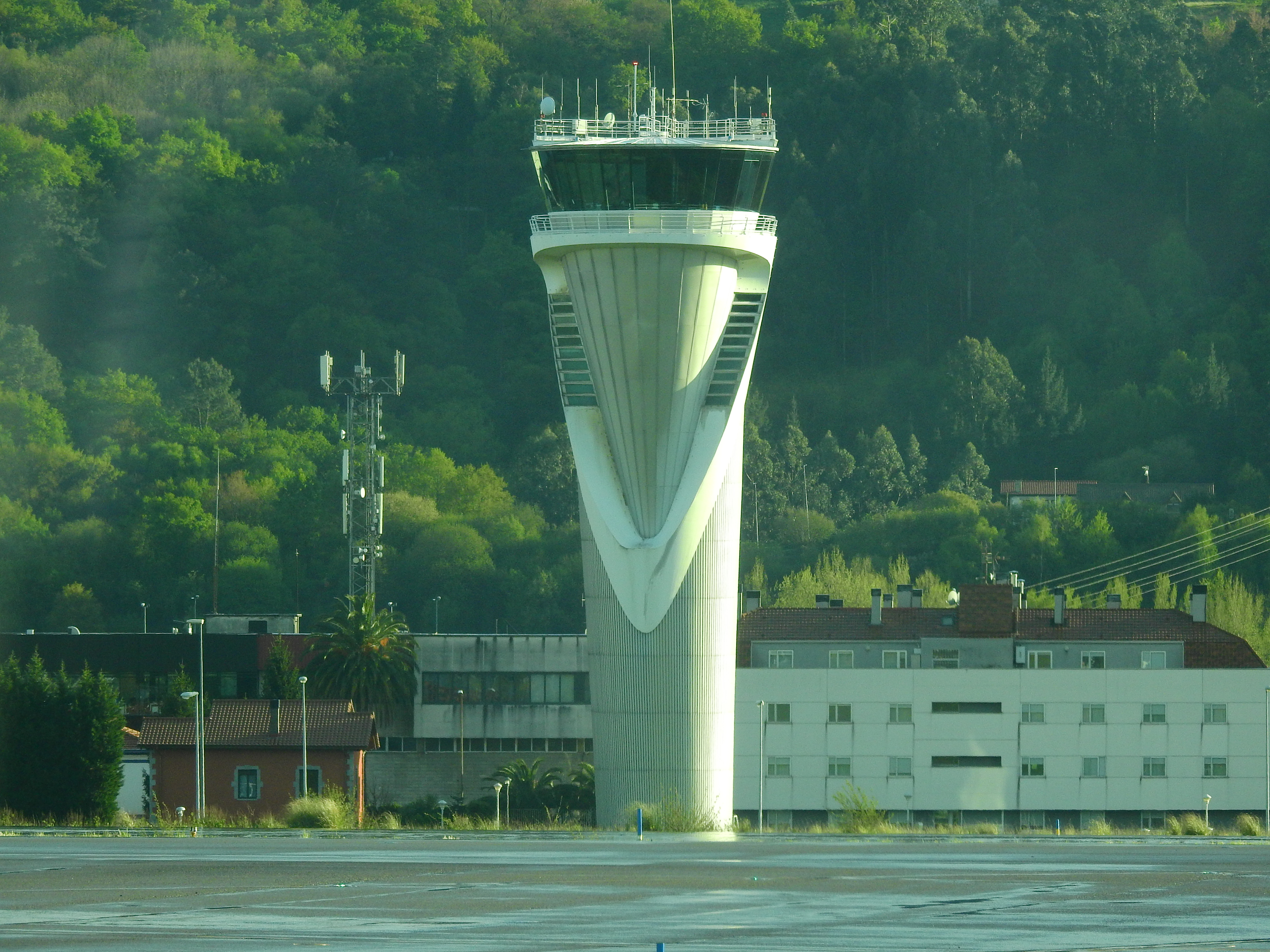
Контрольна вежа

Аеропорт Більбао (баск. Bilboko aireportua ісп. Aeropuerto de Bilbao (IATA: BIO, ICAO: LEBB)) — цивільний аеропорт, розташований за 9 км на північ від Більбао, муніципалітет Лою, Біскайя, Країна Басків, Іспанія.

## Авіалінії та напрямки, квітень 2023
| Авіакомпанія          | Пункт призначення |
| --------------------- | --- |
| Aegean Airlines       | Сезонний: Афіни |
| Aer Lingus            | Дублін |
| Air Arabia            | Танжер |
| Air Cairo             | Луксор, Хургада |
| Air Europa            | Лансароте, Мадрид, Пальма-де-Мальорка, Тенерифе-Північний Сезонний: Ібіса, Менорка |
| Air France            | Париж-Шарль де Голль |
| airBaltic             | Сезонний: Рига (з 4 травня 2023) |
| Azores Airlines       | Сезонний: Понта-Делгада (з 1 липня 2023) |
| Brussels Airlines     | Брюссель |
| easyJet               | Лісабон, Лондон-Гатвік, Манчестер Сезонний: Бристоль, Женева, Мілан-Мальпенса |
| Edelweiss Air         | Цюрих |
| Eurowings             | Дюссельдорф, Гамбург,Штутгарт |
| Iberia                | Валенсія, Віго, Мадрид, Сантьяго-де-Компостела Сезонний: Фуншал |
| KLM                   | Амстердам |
| Lufthansa             | Мюнхен, Франкфурт |
| Norwegian Air Shuttle | Сезонний: Осло |
| TAP Air Portugal      | Лісабон |
| Transavia             | Ейндговен |
| Turkish Airlines      | Стамбул |
| Volotea               | Аліканте, Валенсія, Венеція, Ла-Корунья, Малага, Пальма-де-Майорка, Севілья Сезонний: Афіни, Кальярі, Кастельйон, Фару (з 28 травня 2023), Флоренція, Гран-Канарія (з 10 жовтня 2023), Ібіса, Ліон (з 7 вересня 2023), Марракеш (з 27 травня 2023), Менорка, Ольбія (з 27 травня 2023), Неаполь, Порту, Рим-Ф'юмічіно, Санторині (з 26 травня 2023), Тенерифе-Південний (з 11 жовтня 2023) |
| Vueling               | Аліканте, Амстердам, Барселона, Валенсія, Гранада, Гран-Канарія, Ібіца, Копенгаген, Лансароте, Лісабон, Лондон-Гатвік, Малага, Менорка, Париж-Шарль де Голль, Пальма-де-Мальорка, Порту, Рим-Ф'юмічіно, Сантьяго-де-Компостела, Севілья, Тенерифе-Північний, Фуертевентура Сезонний: Альмерія, Брюссель (з 3 липня 2023), Гамбург (з 2 липня 2023), Херес, Ла-Пальма, Мальта, Марракеш, Мілан-Мальпенса, Прага (з 2 липня 2023), Рим-Ф'юмічіно (з 1 липня 2023), Фару (з 2 липня 2023), Флоренція, Цюрих (з 1 липня 2023) |
| Wizz Air              | Відень (з 6 червня 2023), Варшава-Шопен |

## Статистика
|                         | Пасажирообіг | Зміна пасажирообігу | Авіатрафік | Зміна авіатрафіку | Вантажообіг (тонн) | Зміна вантажообігу |
| ----------------------- | ------------ | ------------------- | ---------- | ----------------- | ------------------ | ------------------ |
| 2000                    | 2,556,373    | ▬                   | 45,506     | ▬                 | 4,038              | ▬                  |
| 2001                    | 2,491,770    | ▼02.5%              | 44,166     | ▼03%              | 3,674              | ▼09,1%             |
| 2002                    | 2,463,698    | ▼01.1%              | 39,832     | ▼09.9%            | 3,699              | ▲00.6%             |
| 2003                    | 2,850,524    | ▲015.7%             | 44,009     | ▲010.4%           | 3,813              | ▲03.1%             |
| 2004                    | 3.395,773    | ▲019.1%             | 50,361     | ▲014.4%           | 4,152              | ▲08.9%             |
| 2005                    | 3,843,953    | ▲013.2%             | 56,285     | ▲011.8%           | 3,956              | ▼04.7%             |
| 2006                    | 3,876,072    | ▲00.8%              | 58,574     | ▲04.1%            | 3,417              | ▼013.6%            |
| 2007                    | 4,286,751    | ▲010.6%             | 63,076     | ▲07.7%            | 3,230              | ▼05.5%             |
| 2008                    | 4,172,903    | ▼02.7%              | 61,682     | ▼02.2%            | 3,178              | ▼01.1%             |
| 2009                    | 3,654,957    | ▼012.4%             | 54,148     | ▼012.2%           | 2,691              | ▼015.3%            |
| 2010                    | 3,888,969    | ▲06.4%              | 54,119     | ▼00.1             | 2,547              | ▼05.4%             |
| 2011                    | 4,045,613    | ▲04.0%              | 54,432     | ▲00.6%            | 2,633              | ▲03.4%             |
| 2012                    | 4,171,092    | ▲03.1%              | 50,030     | ▼08.1%            | 2,663              | ▲01.1%             |
| 2013                    | 3,800,789    | ▼08.9%              | 42,683     | ▼014.7%           | 2,536              | ▼04.8%             |
| 2014                    | 4,015,352    | ▲05.6%              | 42,590     | ▼00.2%            | 2,855              | ▲012.6%            |
| 2015                    | 4,277,430    | ▲06.5%              | 43,862     | ▲03%              | 2,872              | ▲00.6%             |
| 2016                    | 4,588,265    | ▲07.3%              | 45,105     | ▲02.8%            | 2,974              | ▲03.6%             |
| 2017                    | 4,973,712    | ▲08.4%              | 46,989     | ▲04.2%            | 1,956              | ▼034.2%            |
| 2018                    | 5,469,453    | ▲010%               | 49,966     | ▲06.3%            | 1,216              | ▼037.8%            |
| Source: Aena Statistics |              |                     |            |                   |                    |                    |

Див. джерело запитів Вікіданих та джерела.

## Громадський транспорт

### Автобус
- BizkaiBus[en]: автобусна лінія (3247) сполучає центр Більбао (площа Моюа) та міський автовокзал з аеропортом.
- PESA: до Доностія-Сан-Себастьян; його єдина зупинка - у Сарауці - поруч із однією з двох станцій міста оператора Euskotren Trena (на сході міста).
- PESA: до Аррасате з зупинками в Ейбарі та Бергара; останній щоденний рейс прямує до Оньяті.